# Will Danin
Will Danin (6 febbraio 1942 – 15 febbraio 2025) è stato un attore tedesco, attivo principalmente in campo televisivo, a partire dalla fine degli anni sessanta.

## Biografia
Nel corso della sua carriera, ha partecipato ad una quarantina di differenti produzioni televisive e ad alcuni film per il cinema.
Tra i suoi ruoli principali, figura quello di Omar Ben Sadek nella serie televisiva Kara Ben Nemsi Effendi (1973-1975); è inoltre, tra l'altro, un volto noto al pubblico per essere apparso come guest-star in vari episodi delle serie televisive L'ispettore Derrick (dal 1987 al 1997) e Il commissario Kress (Der Alte, dal 1987 al 2004), dove ha lavorato con registi quali Helmuth Ashley, Zbyněk Brynych, ecc.

## Filmografia parziale

### Cinema
- Quante belle serafine per le strade cittadine (1969)
- La ragazza del bagno pubblico (1970) - ruolo: poliziotto
- Ein Tag mit dem Wind (1979)

### Televisione
- Schrott - film TV (1969)
- Al Capone im deutschen Wald - film TV (1969) - ruolo: Kalle Damm
- Die Marquise von B. - miniserie TV (1970)
- Die blinden Ameisen - film TV (1970) - Bruno
- Merkwürdige Geschichten - serie TV, 1 episodio (1970)
- Gestern gelesen - serie TV, 1 episodio (1971)
- Paul Esbeck - film TV (1971)
- Mein Bruder - Der Herr Dokter Berger - serie TV, 1 episodio (1971)
- Tatort - serie TV, 1 episodio (1971) - Söltner
- Butler Parker - serie TV, 1 episodio (1972)
- Los paladines - serie TV, 2 episodi (1972)
- L'altro (Alexander Zwo) - serie TV, 1 episodio (1972)
- Fußballtrainer Wulff - serie TV, 7 episodio (1972-1973) - Peter Lowitz
- Mordkommission - serie TV, 2 episodi (1973-1974)
- Kara Ben Nemsi Effendi - serie TV, 21 episodi (1973-1975) - Omar Ben Sadek
- Mari - film TV (1974) - Franz
- Hamburg Transit - serie TV, 1 episodio (1974)
- Graf Yoster gibt sich die Ehre - serie TV, 1 episodio (1975)
- Der Andro-Jäger - serie TV, 1 episodio (1982)
- Tatort - serie TV, 1 episodio (1983) - Heinz Scholl
- Kerbels Flucht - film TV (1984)
- Das leise Gift - film TV (1984)
- Schafkopfrennen - miniserie TV (1986) - Dott. Knut Jansens
- Un caso per due - serie TV, 1 episodio (1987)
- L'ispettore Derrick - ep. 14x11, regia di Franz Peter Wirth (1987) - Bruno Viebach
- Il commissario Kress (Der Alte) - serie TV, 1 episodio, regia di Gero Erhardt (1987) - Hans Steige
- Faber l'investigatore - serie TV, 1 episodio (1988)
- Polizeiinspektion 1 - serie TV, 1 episodio (1988)
- L'ispettore Derrick - ep. 15x05, regia di Zbyněk Brynych (1988)
- Il commissario Kress (Der Alte) - serie TV, 1 episodio, regia di Zbyněk Brynych (1988) - Kerem Ödüm
- Tatort - serie TV, 1 episodio (1989) - Zander
- Der Bastard - miniserie TV (1989)
- Il commissario Kress (Der Alte) - serie TV, 1 episodio (1989) - Salkowitz
- Tote leben länger - film TV (1990)
- L'ispettore Derrick - ep. 17x01, regia di Theodor Grädler (1990) - Homburg
- L'ispettore Derrick - ep. 17x04, regia di Günter Gräwert (1990) - Dickmann
- Il commissario Kress (Der Alte) - serie TV, 1 episodio (1990) - Julius Kube
- Zwei Schlitzohren in Antalya - serie TV (1991)
- L'ispettore Derrick - ep. 18x05, regia di Theodor Grädler (1991) - Soost
- Il commissario Kress (Der Alte) - serie TV, 1 episodio (1991) - Dott. Gregory
- L'ispettore Derrick - ep. 19x10, regia di Wolfgang Becker (1992) - Ralf Wells
- L'ispettore Derrick - ep. 19x12, regia di Helmuth Ashley (1992) - Dott. Lohst
- Il commissario Kress (Der Alte) - serie TV, 1 episodio (1993) - Lorentz Patschull
- Happy Holiday - serie TV, 1 episodio (1993)
- Clara - miniserie TV, 1 episodio (1993)
- Il commissario Kress (Der Alte) - serie TV, 1 episodio (1993) - Peter Mayerhof
- L'ispettore Derrick - ep. 21x10, regia di Helmuth Ashley (1994)
- Il commissario Kress (Der Alte) - serie TV, 1 episodio (1994) - Dott. Christian Böhme
- SOKO 5113 - serie TV, 1 episodio (1994)
- Familie Heinz Becker - serie TV, 1 episodio (1994)
- Il commissario Kress (Der Alte) - serie TV, 1 episodio (1994) - Jan Falk
- Il commissario Kress (Der Alte) - serie TV, 1 episodio (1995) - Bernhard Wilkow
- Il commissario Kress (Der Alte) - serie TV, 1 episodio (1995) - Hans Sanders
- L'ispettore Derrick - ep. 23x12, regia di Peter Deutsch (1996)
- L'ispettore Derrick - ep. 24x06, regia di Helmuth Ashley (1997)
- Il commissario Kress (Der Alte) - serie TV, 1 episodio (1997) - Werner Feldmann
- Il commissario Kress (Der Alte) - serie TV, 1 episodio, regia di Jürgen Goslar (1997) - Tony Brandel
- Il commissario Kress (Der Alte) - serie TV, 1 episodio, regia di Dietrich Haugk (1998) - Tobias Strickel
- Siska - serie TV, 1 episodio (1999) - Gerhard Kolbe
- Il commissario Kress (Der Alte) - serie TV, 1 episodio, regia di Helmuth Ashley (1999) - Tillmann Bonner
- Il commissario Kress (Der Alte) - serie TV, 1 episodio, regia di Helmuth Ashley (2000) - Ludwig Bannat
- Rosa Roth - serie TV, 1 episodio (2002)
- Siska - serie TV, 1 episodio (2003) -Arthur Henning
- Il commissario Kress (Der Alte) - serie TV, 1 episodio, regia di Gero Erhardt (2004) - Livio Zanetti